# Hermann Tabel
Hermann Tabel was een klavecimbelbouwer uit de 17e en 18e eeuw, afkomstig uit de Zuidelijke Nederlanden.
De geboortedatum en –plaats van deze muziekinstrumentenbouwer is niet duidelijk. Wel schat men in dat hij rond 1660 is geboren en dan in de omgeving van Antwerpen. Hij leerde het vak van de familie Ruckers en Couchet in Antwerpen. Hij vertrok rond 1700 naar Londen en startte er een eigen atelier en/of werkplaats. Hij was in 1716 erkend meestervakman en woonde enige tijd aan Oxendon Street. Over die Londense periode is bekend dat hij leraar was van Burkhard Tschudi (zelfstandig bouwer vanaf 1728) en Jacob Kirkman. Hij werd daarmee de verbinding tussen instrumentbouw in de Zuidelijke Nederlanden en Engeland. Die Kirkman trouwde na Tabels overlijden met diens weduwe Susanna Virgoe en nam tevens het atelier en de daarin opgeslagen artikelen over. Het gerucht ging dat hij in al 1733 was overleden, maar zijn naam duikt in dat jaar op als bewoner van een woning aan Swallow Street. Hij zou omstreeks 8 mei 1738 gestorven zijn; ongeveer een maand later volgde het overhaaste huwelijk tussen Kirkman en Virgoe, volgens onderzoeker Charles Burney volgde na het aanzoek nog dezelfde dag het huwelijk. Dochters uit zijn tweede huwelijk woonden toen al in Amsterdam; daar woonde ook zijn broer Barent/Barnard Tabel. Binnen de klavecimbelwereld wordt wel gesproken van de "Kirkman Dynastie".
Dochter Geertruijd Tabel (overleden in 1747) en haar echtgenoot Jan Christiaan Meulman, voorzanger van de "Lutherse kerk binnen de Veste", maakten op 17 juli 1738 een testament op waarin staat dat haar vader Harmanus Tabel “verstorven was”, maar “onlangs nog in ’t  leven”.